# Pacificazione dell'Algeria
La pacificazione dell'Algeria consistette in una serie di operazioni militari, attuate dai francesi dopo la conquista della Reggenza di Algeri, che puntarono a porre fine alle varie ribellioni tribali, razzie e massacri che periodicamente colpivano i coloni francesi ad opera dei nativi. La pacificazione dell'Algeria può essere considerata un primo esempio di guerra non convenzionale.

## L'invasione e la conquista francese
Dopo la cattura di Algeri ad opera della Francia e la sconfitta delle truppe ottomane, la Francia invase il resto del paese.
La fine della resistenza militare alla presenza francese non volle ad ogni modo dire che l'intera regione era stata conquistata. La Francia si scontrò con numerose ribellioni locali, affrontando massacri di coloni e razzie nell'Algeria francese. Per eliminare la ribellione, molte campagne di "colonizzazione" vennero condotte per 70 anni dal 1835 al 1903.

## Campagne

### La prima campagna contro Abd-el-Kader (1835–1837)
Gli anziani delle tribù di Mascara scelsero il venticinquenne 'Abd al-Qadir (Abd-el-Kader) come capo della jihād contro i francesi. Abd al-Qadir, che venne riconosciuto col titolo di Amir al-Muminin (comandante della fede), ottenne velocemente il supporto delle tribù dei territori occidentali. Nel 1834 egli concluse un trattato col generale Desmichels, all'epoca comandante militare della provincia di Orano. Nel trattato, che venne accettato obtorto collo dall'amministrazione francese, la Francia si impegnava a riconoscere Abd al-Qadir come sovrano dei territori della provincia di Orano che ancora non si trovavano sotto il controllo francese ed autorizzava nel contempo Abd al-Qadir ad inviare dei propri consoli nelle città francesi dell'area. Il trattato però non richiedeva ad Abd al-Qadir di riconoscere la sovranità francese. Abd al-Qadir utilizzò questo periodo di pace per cercare di espandere la propria influenza verso le tribù dell'Algeria occidentale e centrale.
Mentre d'Erlon apparentemente era ignaro del pericolo posto in essere dalle attività di Abd al-Qadir, il generale Camille Alphonse Trézel, allora comandante ad Orano, se ne accorse e tentò di separare alcune tribù da Abd al-Qadir. Quando gli riuscì di convincere due tribù, Abd al-Qadir ordinò alle proprie truppe di muoversi lontano dall'influenza francese. Trézel fece marciare una propria colonna di soldati appena fuori Orano per proteggere il territorio di queste tribù il 16 giugno 1835. Dopo alcune schermaglie, Abd al-Qadir ritirò il proprio console da Orano ed espulse il console francese da Mascara, fatto che fu de facto una dichiarazione di guerra. Le due forze si scontrarono in uno scontro sanguinoso ma inconcludente presso il fiume Sig. Ad ogni modo, quando i francesi che si trovavano ormai a corto di viveri iniziarono a ritirarsi verso Arzew, al-Qadir guidò 20 000 uomini contro la colonna in ritirata vincendo la Battaglia di Macta ed uccidendo 500 nemici. La sconfitta portò al richiamo in patria del conte d'Erlon.
Il generale Clauzel venne nominato una seconda volta a rimpiazzare d'Erlon. Egli guidò un attacco contro Mascara nel dicembre di quello stesso anno, città che lo stesso Abd al-Qadir aveva provveduto per tempo ad evacuare. Nel gennaio del 1836 egli occupò Tlemcen e vi stabilì una guarnigione prima di tornare ad Algeri per pianificare un attacco a Costantina. Abd al-Qadir continuò a punzecchiare i francesi a Tlemcen, al punto che da Orano dovettero essere inviate nuove truppe al comando di Thomas Robert Bugeaud, veterano delle Guerre Napoleoniche, per assicurare il controllo del fiume Tafna ed il rifornimento della guarnigione. Abd al-Qadir si ritirò prima dell'arrivo di Bugeaud, ma decise di accamparsi presso il fiume Sikkak. Il 6 luglio 1836, Bugeaud sconfisse definitivamente al-Qadir nella Battaglia di Sikkak, perdendo meno di cinquanta uomini contro i 1000 perduti da Abd al-Qadir. La battaglia fu una delle poche battaglie formali che ingaggiò al-Qadir; dopo questa sconfitta restrinse le proprie azioni al modello di guerriglia.
Nel maggio del 1837 il generale Thomas Robert Bugeaud, all'epoca in comando di Orano, negoziò il Trattato di Tafna con al-Qadir, col quale effettivamente egli riconobbe ad al-Qadir il controllo su gran parte dell'attuale Algeria interna.

### Seconda campagna contro Abd-el-Kader (1839–1847)
Al-Qadir utilizzò il trattato di Tafna per consolidare il suo potere sulle tribù dell'entroterra, fondando nuovi insediamenti lontani dal controllo francese. Lavorò per motivare la popolazione sottoposta al controllo francese a ribellarsi ed a resistere. Cercando un modo per scontrarsi coi francesi, avanzò pretese secondo le quali il trattato comprendeva anche la strada principale tra Algeri e Costantina. Quando le truppe francesi contestarono tali pretese sul finire del 1839 marciando sull'area, al-Qadir disse che questa era una provocazione ed una rottura del trattato e invocò nuovamente la jihād. Nel 1840 inaugurò una guerriglia contro i francesi nelle province di Algeri e Orano di fronte alla quale, i continui fallimenti di Valée, portarono ad un suo rimpiazzo nel dicembre del 1840 col generale Bugeaud.
Bugeaud istituì la strategia della terra bruciata combinando i veloci movimenti della cavalleria a cui al-Qadir non era abituato con la progressiva acquisizione del territorio. La tattica adottata fu una sofferenza notevole per la popolazione. Al-Qadir venne costretto a creare un quartier generale mobile noto come smala o zmelah. Nel 1843 le forze francesi riuscirono a razziare questo campo durante la sua assenza, catturando più di 5000 prigionieri e la cassa di guerra di al-Qadir.
Al-Qadir venne costretto a ritirarsi in Marocco da cui aveva ricevuto del supporto, in particolare dalle tribù poste al confine. Quando gli sforzi diplomatici francesi per convincere il Marocco ad espellere al-Qadir si dimostrarono inutili, i francesi proposero le vie militari e aprirono la Prima guerra franco-marocchina nel 1844 che costrinse il sultano a cambiare la sua politica nei confronti della Francia.
Schiacciato tra le truppe francesi e quelle marocchine al confine nel dicembre del 1847, al-Qadir scelse di arrendersi ai francesi purché gli fosse permesso di recarsi in esilio in Medioriente. I francesi violarono questi termini mantenendolo in prigionia in Francia sino al 1852, quando gli venne permesso di recarsi a Damasco.

### Campagna sud-oranese (1897–1903)

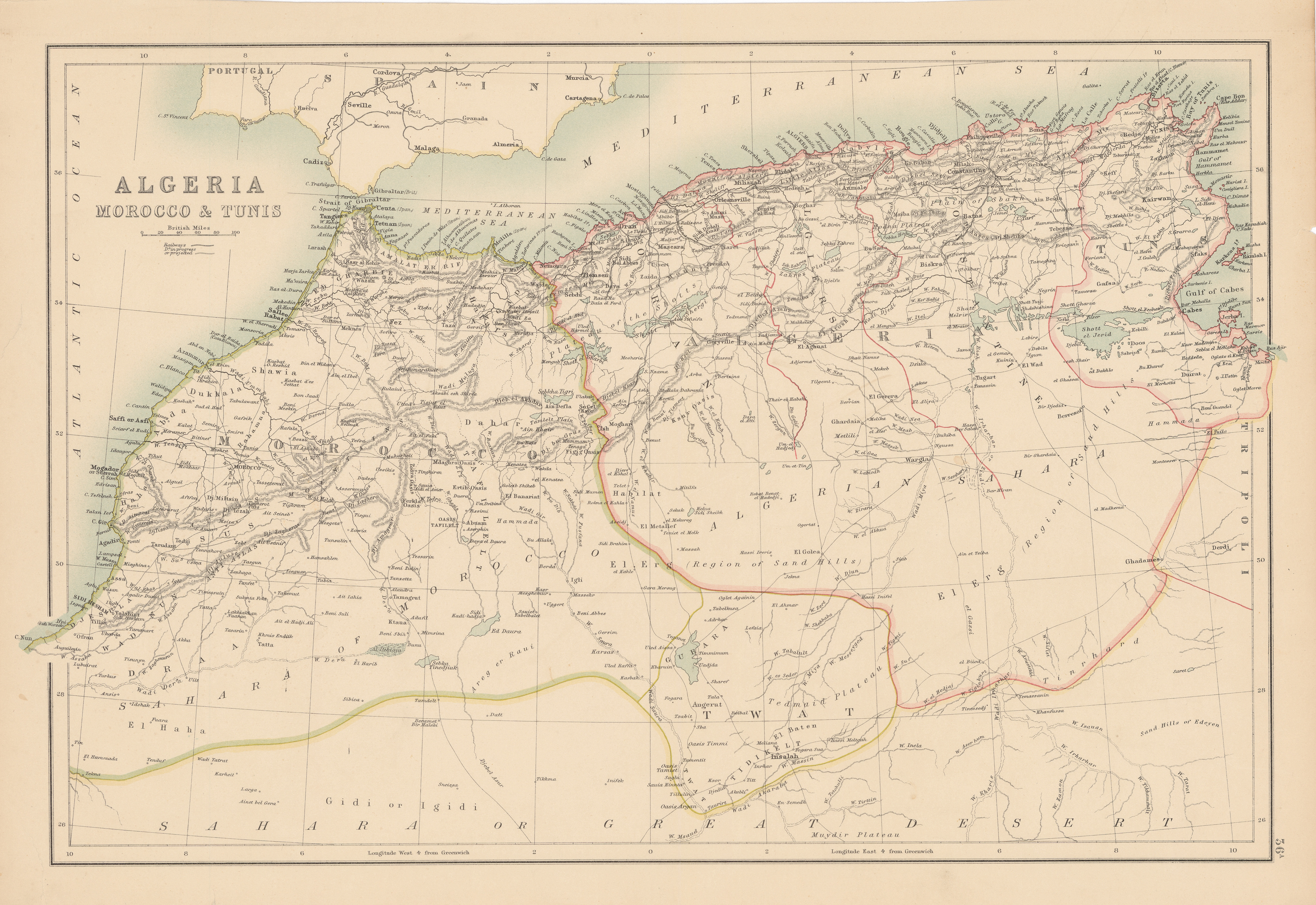
Il Maghreb nella seconda metà del XIX secolo

Negli anni '90 dell'Ottocento, l'amministrazione francese richiese l'annessione di Touat, Gourara e del Tidikelt, un complesso di aree che furono parte dell'impero marocchino per secoli prima dell'arrivo dei francesi in Algeria.
Ne sorse quindi un conflitto armato che oppose il 10º corpo francese nelle divisioni di Orano e Algeri agli uomini di Aït Khabbash, una frazione della confederazione Aït Atta. Il conflitto terminò con l'annessione del complesso di Touat-Gourara-Tidikelt alla Francia nel 1901.
All'inizio del XX secolo, la Francia dovette far fronte a numerosi incidenti, attacchi e scorribande da parte di gruppi armati nelle aree da poco occupate a sud di Orano (Algeria). Al comando del generale Lyautey, la missione dell'esercito francese era quella di proteggere le aree da poco acquisite nell'Algeria occidentale al confine con il Marocco.
L'incertezza dei confini tra l'Algeria francese ed il Sultanato del Marocco, promosse continue incursioni ed attacchi perpetrati soprattutto dai marocchini delle tribù.
Il 17 agosto 1903, la prima battaglia della campagna sud-oranese ebbe luogo a Taghit, dove i membri della legione straniera francese vennero assaliti da un contingente di 1000 berberi ben equipaggiati. Per tre giorni i legionari ripetutamente respinsero gli attacchi del nemico di 10 volte più grande di numero ed inflissero pesanti perdite agli attaccanti, costringendoli infine alla ritirata.
Alcuni giorni dopo la Battaglia di Taghit, 148 legionari della 22ª compagnia a cavallo, comandati dal capitano Vauchez e dal tenente Selchauhansen, 20 Spahi e 2 Mokhaznis, formanti parte di una scorta di un convoglio di rifornimento, vennero attaccati da 3000 marocchini ad El-Moungar.